# NK Rudar 47 Donje Ladanje
NK Rudar 47 je nogometni klub iz Donjeg Ladanja.
Trenutačno se natječe u 1. ŽNL Varaždinskoj.